# Alabama Shakespeare Festival
L'Alabama Shakespeare Festival (ASF) est un des plus grands festivals shakespeariens au monde. Il se tient de façon permanente au Carolyn Blount Theatre à Montgomery en Alabama.
ASF produit de six à neuf pièces par an, incluant en général trois œuvres de Shakespeare. Les autres pièces explorent divers genres et auteurs, classiques et modernes, parfois en mettant l’accent sur les œuvres du Sud. Le Southern Writers Project de l’ASF favorise la création de nouvelles pièces reflétant des thèmes du Sud. Le festival propose plus de 400 représentations chaque année, attirant plus de 300 000 visiteurs de tous les États-Unis et de plus de 60 pays.

## Histoire
L'ASF est fondé en 1972 en tant que projet de théâtre estival à Anniston. Sa première représentation a lieu dans l’auditorium de l'Anniston High School, devant un seul critique et sa femme. Ce dernier juge la performance très mauvaise et prédit que l'ASF ne survivrait pas. Cependant, le projet persiste, avec plusieurs performances innovantes, notamment La Mégère apprivoisée transposée dans le New York des années 1950. Finalement, le festival de Shakespeare réussit à obtenir les éloges de la critique, mais manque de soutien pour rester à flot. En décembre 1985, l'ASF déménage à Montgomery, grâce à un don de 21,5 millions de dollars de M. et Mme Winton Blount, qui lui offrent un complexe d'arts de la scène situé dans un parc paysager de 1 km2, le Winton M. Blount Cultural Park. Le Carolyn Blount Theatre abrite la scène du festival de 792 places et le théâtre Octagon de 225 places,.
L'édition 2020 n'a pas eu lieu.

## Éducation

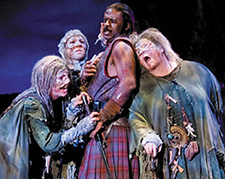
Production de Macbeth pendant la saison 2004 du festival.

Jusqu'en 2009, l'ASF exploite un programme de formation professionnelle d'acteurs menant au diplôme de Master en Beaux-Arts en collaboration avec le Département de théâtre et de danse de l'Université de l'Alabama. L'acteur lauréat du Tony Award, Norbert Leo Butz, et l'acteur lauréat du Emmy Award, Michael Emerson, font partie des anciens élèves ayant le plus réussi du programme. Le 25 avril 2008, l'ASF annonce que sa relation avec l'Université de l'Alabama serait progressivement abandonnée après la graduation de la dernière classe en août 2009.